# Bustingorrytitan
Bustingorrytitan („Bustingorryho titán“) byl rod sauropodního dinosaura, který žil v období rané pozdní křídy (věk cenoman, před 99 až 94 miliony let) na území současné argentinské Patagonie. Formálně byl popsán koncem roku 2023, typový druh je Bustingorrytitan shiva. Mohlo by se také jednat o zástupce kladu Saltasauroidea.

## Popis
Rodové jméno odkazuje k majiteli pozemků, na nichž byl nález učiněn - tím je jistý Manuel Bustingorry. Druhové jméno zase odkazuje k hinduistickému božstvu zkázy Šiva (protože v době existence dinosaura docházelo k obměně a vymírání patagonské dinosauří fauny). Jednalo se patrně o jednoho z největších známých sauropodů, ačkoliv tvar některých kostí naznačuje, že se mohlo jednat spíše o relativně štíhle stavěného titanosaura.
Podle autorů popisné práce se jednalo o obřího sauropodního dinosaura, dosahujícího hmotnosti kolem 67,3 tuny. Spolu s gigantickým druhem Argentinosaurus huinculensis a o trochu menším druhem Chucarosaurus diripienda představoval tento obří titanosaur dalšího giganta v rámci ekosystémů geologického souvrství Huincul. Fragmentární fosilie čtyř jedinců tohoto sauropoda byly objeveny v sedimentech bohatého geologického souvrství Huincul na území argentinské provincie Neuquén.